# Maze (film 2000)
Maze è un film del 2000 diretto da Rob Morrow.